# Пођи (Терни)
Пођи је насеље у Италији у округу Терни, региону Умбрија.
Према процени из 2011. у насељу је живело 6 становника. Насеље се налази на надморској висини од 475 м.